# Cabo Lanusse
Cabo Lanusse ist ein kleines Kap an der Fallières-Küste des Grahamlands auf der Antarktischen Halbinsel. Es liegt auf der Westseite der Roman Four Promontory und ragt in die Neny Bay hinein.
Argentinische Wissenschaftler benannten es nach Alejandro Lanusse († 1943) von der argentinischen Marine, dem ersten argentinischen Piloten, der ein Flugzeug nach Antarktika geflogen hatte.